# Distrito de Chavín de Huántar
El distrito de Chavín de Huántar es uno de los dieciséis que integran la provincia peruana de Huari ubicada en el Departamento de Ancash, bajo la administración del Gobierno regional de Áncash. en el Perú. Limita por el norte con el distrito de Huántar; por el sur con distrito de Aquia (provincia de Bolognesi); por el este con el distrito de San Marcos; y por el oeste con el distrito de Olleros (provincia de Huaraz) y con los distritos de Ticapampa y Catac (provincia de Recuay).

## Historia
La ciudad capital fue fundada por los españoles el 6 de enero de 1533 con el nombre de San Pedro de Chavín. Los primeros pobladores europeos habrían sido de ascendencia italiana y lógicamente española. Durante un largo periodo de tiempo colonial perteneció a la Provincia de Huaylas luego a Tarma y posterior a ello a Huánuco. Finalmente desde 1839 pertenece al departamento de Ancash mediante la ley promulgada el 2 de enero de 1857, durante el Gobierno del Mariscal Ramón Castilla. Chavín de Huantar fue creado como distrito el 17 de octubre de 1893. Mantiene aún su división ancestral en Jana y Ura Barrio, patrón de organización que posiblemente fue introducido en los albores de la civilización Chavina; la línea divisoria son las calles, Manco Capac y Huayna Capac; las mismas que limitan la actual plaza de Armas.
El pueblo de Chavín fue declarado como Ambiente Urbano Monumental mediante Resolución Jefatural n.º 009-89-INC, el 12 de enero de 1989. En él se encuentra el Monumento Arqueológico Chavín de Huantar, reconocido por la Unesco como Patrimonio Cultural de la Humanidad, el cual representa el testimonio más temprano de la civilización en la zona.

## Toponimia
Según los datos recopilados por el escritor chavino Lucio Meza Marcos en su libro “Templos y Dioses de Chavín”; la palabra “Chavín” proviene del vocablo quechua “Chawpin” que significa “en el medio” o “en el centro”, afirmándose, por la ubicación del lugar, que fue el centro de los pueblos antiguos del mundo andino. También existe la teoría dada por Julio C. Tello (1923) de que la palabra “Chavi” en lenguaje Caribe significa “tigre” y la variación “Chavinave” sería “hijos de tigre con lanza”, lo cual explicaría la iconografía que representa al jaguar como deidad principal en el Chavín antiguo. Por otra parte, si bien el distrito es conocido como Chavín de Huántar, esta última palabra es una agregación errónea al nombre del lugar que deriva de la repartición pastoral que hiciera la iglesia católica entre 1593 y 1595 en la cual Chavín pasó a pertenecer a la parroquia San Gregorio de Guántar hasta 1798 que se creó la iglesia de San Pedro de Chavín. En búsquedas documentarias adicionales no se encuentra el nombre compuesto de Chavín de Huántar, por lo cual el distrito debería de ser mencionado solo como Chavín.

## Geografía
Tiene una superficie de 434,13 m². Se ubica entre los 77° 16´11´´ de longitud oeste y 08° 58´15´´ de latitud sur en el Callejón de Conchucos, en la zona centro-oriental del departamento de Ancash a los pies de la Cordillera Blanca, en la provincia de Huari. Tiene una altitud de 2900 m s. n. m. en su parte más baja y 6370 m s. n. m. en su parte más alta. Está además en una quebrada a orillas de los ríos Mosna y Huachecsa, afluente del Marañón y entre los cuatro miradores que son: Huagac, Pogog, Witpun, Huántar Patac.

## Economía
Los artesanos se dedican al tallado en piedra caliza y pasca, de réplicas de la Cultura Chavín como: cabeza clava, lanzones, obeliscos y estelas. Asimismo, se encuentran artesanos dedicados a la producción de textiles con lana de oveja y algodón.

## Capital

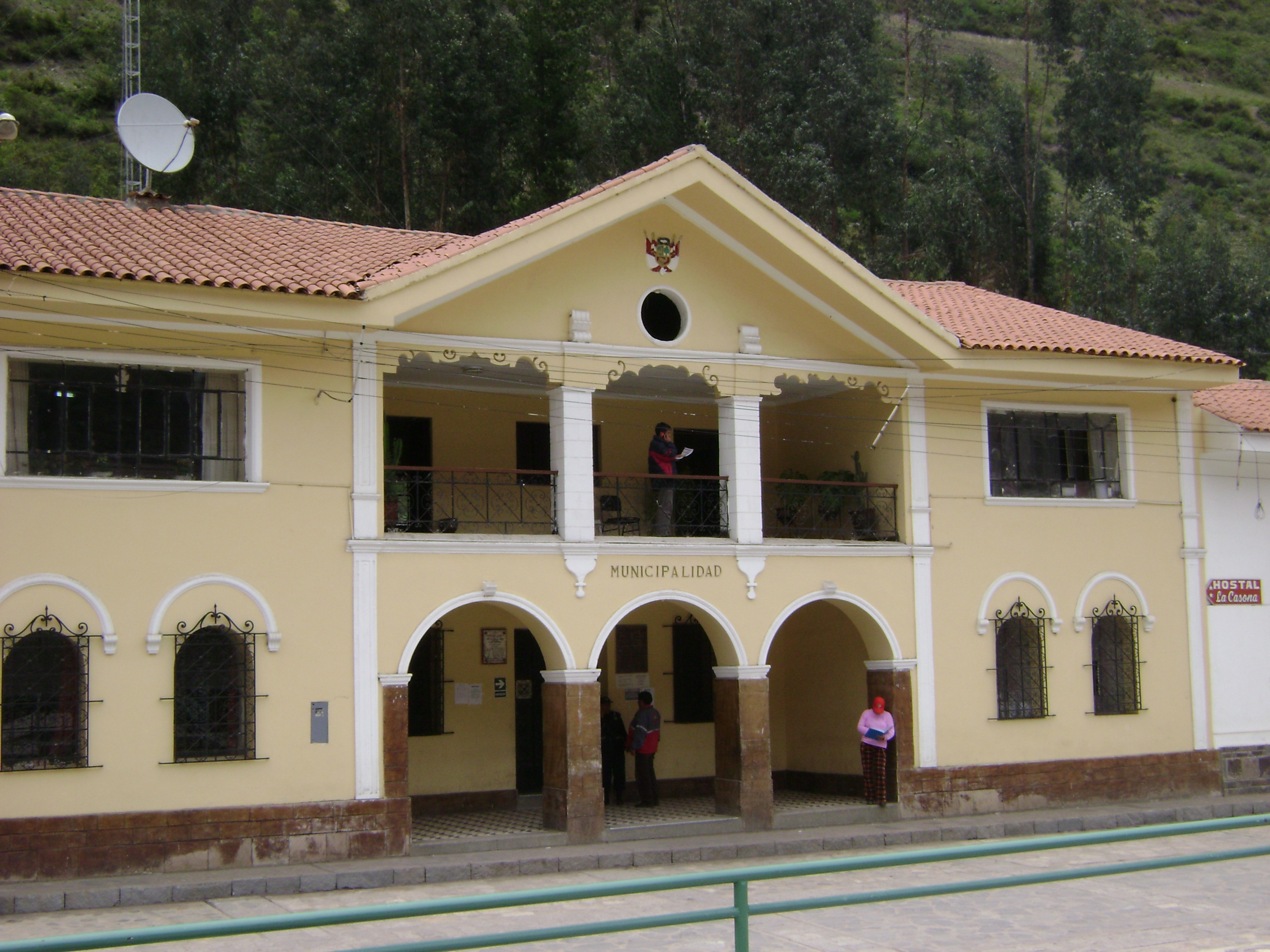
Municipalidad Distrital de Chavín de Huantar.

La capital del distrito es el centro poblado del mismo nombre.

## Atractivos Turísticos
- Complejo arqueológico de Chavín de Huántar, ubicados en las faldas orientales de la Cordillera Blanca a 3180 m s. n. m., en un triángulo formado por los ríos Mosna y Huachecsa, tributarios del río Marañón. Perteneciente a la cultura Chavin, según las últimas investigaciones arqueológicas realizadas, tiene una antigüedad entre 1 500 a 500 a. C. presenta diversas edificaciones como: pirámides, plazas que se asientan sobre una ladera, atarazadas portadas y escalinatas. Las construcciones piramidales albergan una red de pasajes y cámaras interiores que en algunos casos aparecen superpuestas. El material para su arquitectura fue la piedra, usado también para retratar figuras míticas en alto y bajo relieve; muros enchapados,[3] piedras esculpidas (cabezas clavas) muestra de su deidad. En la galería Chavín, llamada también laberinto Chavín, se encuentra un monolito esculpido con figuras míticas, denominado Lanzón de 5 m de alto. Otro tallado representativo es la Portada (el Castillo) con la explicación dada por los colores oscuro (mundo exterior) claro (mundo interior), al frente de ello la plaza rectangular que servía para las celebraciones religiosas y la plaza circular o templo viejo que tenía en su perímetro tallados de seres míticos. Chavín cuenta además con muchos monolitos representativos como la Estela de Raimondi, el Obelisco Tello, la Estela de Yauya, por las características presentadas y por el valor cultural que representan. Declarado patrimonio de la humanidad por la Unesco el 6 de diciembre de 1985

- Sitio Arqueológico de Pojoc

- Sitio Arqueológico de Machac

- Pinturas Rupestres de Shallapa, al pie del mirador de Shallapa se encuentra la cueva denominada Chico Patac. En sus paredes se pueden ver personajes abstractos de una antigüedad de 8000 a 6000 a. C. También se puede subir al mirador de la Cruz de Shallapa para ver el pueblo y el centro ceremonial además de hacer escalada en roca en las rutas del rocódromo.

- Museo Nacional Chavin: Posee una variada colección de bienes culturales provenientes de las investigaciones realizadas en la zona arqueológica monumental Chavín iniciadas por Julio C. Tello. En las salas se exhiben 19 conchas de caracol usadas como pututos o trompetas, cabezas clavas y lápidas, así como una maqueta de la zona monumental. En una sala se encuentra el Obelisco Tello, escultura emblemática de 2.52 metros de alto, que sintetiza la concepción religiosa del mundo Chavín. Mar a Dom 9 a. m. a 5 p. m.. Prolongación Av 17 de enero norte s/n.

- Baños termales de Quercos, ubicados cerca al caserío de Quercos a 2 km (20 min caminando) al sur de Chavin en la margen del río Mosna, sus aguas emanan de un macizo rocoso a una temperatura de 45 °C. Cuenta con 4 cuartos con posas y una pequeña piscina de 7 x 3 m y con una profundidad de 80 cm. Usados contra reumatismo y dolores de huesos. Atienden de 7 a. m. a 5 p. m..

- Nevado Huantsán, saliendo desde la esquina suroeste del Complejo y pasando por el barrio de Nueva Florida hasta llegar al pueblito de Nunupata, se llega a ver el Apu/Hirka Huantsán de 6395 m s.n.m. La cara visible desde este punto es la inexpugnable y espeluznante cara este: ningún andinista ha logrado vencerla. En algunos días especiales, cuando las condiciones atmosféricas lo permiten, es posible ver hasta por lo menos un rostro casi humano en esta cara del nevado.[4]

## Autoridades

### Municipales
- 2019 - 2022[5]
  - Alcalde: Yon Dioser Ramírez Albornoz, del Movimiento Independiente Regional Áncash a la Obra.
  - Regidores:

  1. Juan Cerilo Casana Camones (Movimiento Independiente Regional Áncash a la Obra)
  2. Blanca Flor Pineda Melgarejo (Movimiento Independiente Regional Áncash a la Obra)
  3. Roberto Elihu Mariluz La Rosa (Movimiento Independiente Regional Áncash a la Obra)
  4. Jaime Zenón Medalla Espinoza (Movimiento Independiente Regional Áncash a la Obra)
  5. Roger Zenón Salas Espinoza (Partido Democrático Somos Perú)

Alcaldes anteriores
- 2015-2018: Joel Rosales Vega
- 2011-2014:[6] Daniel Gregorio Meza Amado, del Partido Unión por el Perú (UPP).
- 2007-2010: Justino Zenón Montes Colcas.
- 2003-2006: Justino Zenón Montes Colcas.